# یاکوب شوپف
یاکوب شوپف (آلمانی: Jacob Schopf؛ زادهٔ ۸ ژوئن ۱۹۹۹) قایقران کانو اهل آلمان است.
وی در مسابقات کشوری و بین‌المللی در مجموع برندهٔ ۴ مدال طلا، ۱ مدال نقره، ۱ مدال برنز شده‌است.